# Amtsgericht Zoppot
Das Amtsgericht Zoppot war ein preußisches Amtsgericht mit Sitz in Zoppot.

## Geschichte
Das königlich preußische Amtsgericht Zoppot wurde mit Wirkung zum 1. Oktober 1879 als eines von neun Amtsgerichten im Bezirk des Landgerichtes Danzig im Bezirk des Oberlandesgerichtes Marienwerder gebildet. Der Sitz des Gerichtes war Zoppot. Sein Gerichtsbezirk umfasste aus dem Kreis Neustadt in Westpreußen die Amtsbezirke Gloddau, Katz, Quaschin, Taubenwasser und Zoppot, den Amtsbezirk Kielau ohne den Gemeindebezirk Cieskau, den Amtsbezirk Oxhöft ohne die Gemeindebezirke Kassakau und Pogorsch sowie den Gemeindebezirk Bojahn und den Gutsbezirk Wertheim aus dem Amtsbezirk Kölln. Am Gericht bestand 1888 eine Richterstelle. Das Amtsgericht war damit ein kleines Amtsgericht im Landgerichtsbezirk. Als Folge des Friedensvertrags von Versailles wurde Danzig als „Freie Stadt Danzig“ aus dem Reichsverband ausgegliedert, und das Amtsgericht Zoppot wurde eines der vier Amtsgerichte dieses Mandatsgebietes. Mit der Dritten Verordnung betreffend Vereinfachungen und Ersparnisse in der Rechtspflege vom 3. Juli 1935 wurde das Amtsgericht Zoppot zum 1. Oktober 1935 aufgehoben und sein Sprengel dem Amtsgericht Danzig zugelegt.
Nach dem Überfall auf Polen endete 1939 die Staatlichkeit der Freien Stadt Danzig. Das Amtsgericht Zoppot wurde mit dem Erlaß über die Wiedererrichtung des Amtsgerichtes Zoppot vom 27. Dezember 1940 wiederhergestellt. Im Jahre 1945 wurden der Amtsgerichtsbezirk unter polnische Verwaltung gestellt und die deutschen Einwohner vertrieben. Damit endete auch die Geschichte des Amtsgerichtes Zoppot. Unter polnischer Verwaltung entstand das Sąd Rejonowy w Sopocie (1950–1975: Sąd Powiatowy w Sopocie).